# 徐复 (语言学家)
徐复（1912年1月8日—2006年7月24日），字士复，一字汉生，号鸣谦，江蘇常州武進人，中國語言學家、文獻學家、辭書學家。除了漢語，亦涉足蒙藏语文研究。

## 生平
徐复畢業於金陵大學，師承黃侃、章太炎。
曾任教於金陵大學 、国立边疆学校、 南京師範大學（古文献整理研究所教授、名誉所长）。
參與《辞海》修訂，為语词学科分科主编之一；亦是《漢語大詞典》副主编之一。
2006年7月24日，於南京逝世。